# ترمییا
ترمییا (به لاتین: Thermeia) یک منطقهٔ مسکونی در قبرس است که در ناحیه گیرنه واقع شده‌است.

## خصوصیات
ترمییا ۸۶۸ نفر جمعیت دارد.